# أندي ديفيس
أندي ديفيس (بالإنجليزية: Andy Davis)‏ (24 أكتوبر 1975 في المملكة المتحدة - ) هو لاعب كرة قدم بريطاني في مركز الوسط. شارك مع منتخب الجزر العذراء البريطانية لكرة القدم. أما مع النوادي، فقد لعب مع Islanders FC ‏.

## وصلات خارجية
- أندي ديفيس على موقع قاعدة بيانات كرة القدم.إي يو (الإنجليزية)
- أندي ديفيس على موقع ناشيونال فوتبول تيمز (الإنجليزية)